# Air Saguenay
Air Saguenay était une compagnie aérienne régionale canadienne basée au Saguenay, spécialisée dans le transport de brousse et les services d'hydravions.

## Histoire
La compagnie trouve son origine dans les années 1960 avec l'achat par Peter Schoch de Saguenay Air Service, un transporteur situé près du barrage du lac Kénogami et appartenant à l’Aéroclub du Saguenay, destiné à la formation de pilotes. Schoch, un éleveur de visons et gestionnaire de clubs de chasse et de pêche, fonda une deuxième base d'hydravion au lac Sébastien à Saint-David-de-Falardeau, où il embaucha Réal Bronsard comme premier pilote. Cette base servait des entreprises comme Alcan et Price Brothers, ainsi que des pourvoiries locales et des services de surveillance des incendies forestiers.
À la fin des années 60, un groupe composé de Paul Murdoch, Paul Desautels, Gilbert Gravel, et Me Claude Aubin fit une offre à Schoch pour acquérir ses actifs d’aviation et ses pourvoiries. Schoch accepta cette proposition, transférant ainsi la propriété de Saguenay Air Service au groupe. 

### Fusion et création d’Air Saguenay
En 1971, Nick Schoch invita le pilote Léo Quenneville à rejoindre Gagnon Air Service, où ils acquirent la compagnie ensemble après un an. Peu après, Paul Murdoch proposa une fusion de Gagnon Air Service et de Saguenay Air Service, menant à la création de la compagnie Air Saguenay. L'entreprise bénéficia dès ses débuts de bases solides en matière de clientèle et d'infrastructure pour desservir le nord du Québec.

### Expansion sous Jean-Claude Tremblay et Clermont Maltais
En 1980, Clermont Maltais, chef-pilote, prit possession d’Air Saguenay avec Jean-Claude Tremblay, ancien guide de chasse et propriétaire de pourvoiries. Tremblay réalisa rapidement le potentiel du jumelage entre transport aérien et pourvoiries pour rentabiliser les opérations. En deux ans, ils achetèrent Air Natashquan, avec Maltais en tant que directeur.
Jean-Claude Tremblay devint peu après le propriétaire unique d’Air Saguenay. En 1982, l'entreprise comptait déjà une flotte de neuf avions et avait consolidé ses activités à la base du lac Sébastien. Air Saguenay poursuivit son expansion avec l’ouverture de nouvelles bases et des acquisitions stratégiques :
- 1983 : Inauguration d’une base à Chute-des-Passes/Lac Margane pour accéder aux nouveaux territoires de chasse et pêche.
- 1984-1985 : Acquisition de Air Caribou à Fermont et du Club Chambeaux, spécialisé en chasse et pêche dans le nord du Québec. Air Saguenay devint ainsi un acteur majeur pour les expéditions de chasse au caribou autour de Schefferville.
- 1987 : Ouverture d’une base à Schefferville pour faciliter l’accès aux camps du Club Chambeaux et offrir des forfaits de chasse et pêche plus abordables.

### Consolidation et acquisitions des années 1990
Les années 1990 marquèrent une période de consolidation pour Air Saguenay. En 1990, une base supplémentaire fut ouverte à Forestville et une autre à Caniapiscau en 1996, pour suivre la migration des caribous et développer des services de chasse. En 1997, Air Saguenay acheta son concurrent Ashuanipi Aviation à Wabush, fermant par la même occasion sa base de Fermont pour centraliser ses opérations.
- 1998 : Air Saguenay acquit Labrador Air Safari et Alexandair, deux transporteurs situés sur la Côte-Nord, permettant à la compagnie de se positionner stratégiquement dans la région et de fermer sa base de Forestville. Labrador Air Safari bénéficiait d’une base à Baie-Comeau sur la rivière Manicouagan, spécialisée dans le transport de chasseurs et pêcheurs.
- 1999 : L’acquisition d’Expéditair, basée à Chute-des-Passes et fondée en 1989, permit à Air Saguenay de centraliser ses activités au lac Margane et de renforcer sa position en tant que principal transporteur de brousse de l’est du Canada.

### Air Saguenay dans les années 2000
Air Saguenay atteignit le statut de plus important transporteur de brousse en Amérique du Nord, avec une flotte de 27 appareils répartis entre Air Saguenay, Labrador Air Safari, et Ashuanipi Aviation. L'entreprise possédait et exploitait plusieurs pourvoiries, dont le Club Chambeaux, le Pavillon Rivière à la Baleine, la Pourvoirie de la Rivière aux Feuilles, la Pourvoirie Manicouagan, et le Club de Chasse et Pêche Montagnais. En outre, Air Saguenay détenait des parts dans Nolinor Aviation, une entreprise disposant d’une flotte de Convair 580 pour le transport de passagers et de fret.

### Disparition de l'entreprise
Le 27 novembre 2019, Air Saguenay annonce la fin de ses activités après 40 ans d'opérations. 
La compagnie fait face à des difficultés financières importantes, en grande partie dues à la hausse des coûts d’assurance et aux obstacles pour obtenir une couverture adéquate à la suite de récents accidents mortels. Ces événements ont également conduit à des poursuites judiciaires intentées par les familles des victimes, alléguant des manquements en matière de sécurité. La suspension de la chasse sportive au caribou, qui constituait une source de revenus importante, a par ailleurs affecté la viabilité de l'entreprise.
Air Saguenay, qui exploitait 11 bases d’hydravion et desservait plusieurs régions isolées du Nord québécois, employait environ 50 personnes, dont des pilotes, des mécaniciens et des répartiteurs. Ses actifs ont été mis en vente, et, en mai 2020, la compagnie Air Tunilik a acquis deux de ses bases, situées au lac Louise à Manic-5 et à Havre-Saint-Pierre, assurant ainsi la poursuite de services de transport vers certaines régions nordiques.

## Flotte
Au mois de novembre 2019, Air Saguenay avait les 25 aéronefs suivants au registre de Transport Canada:

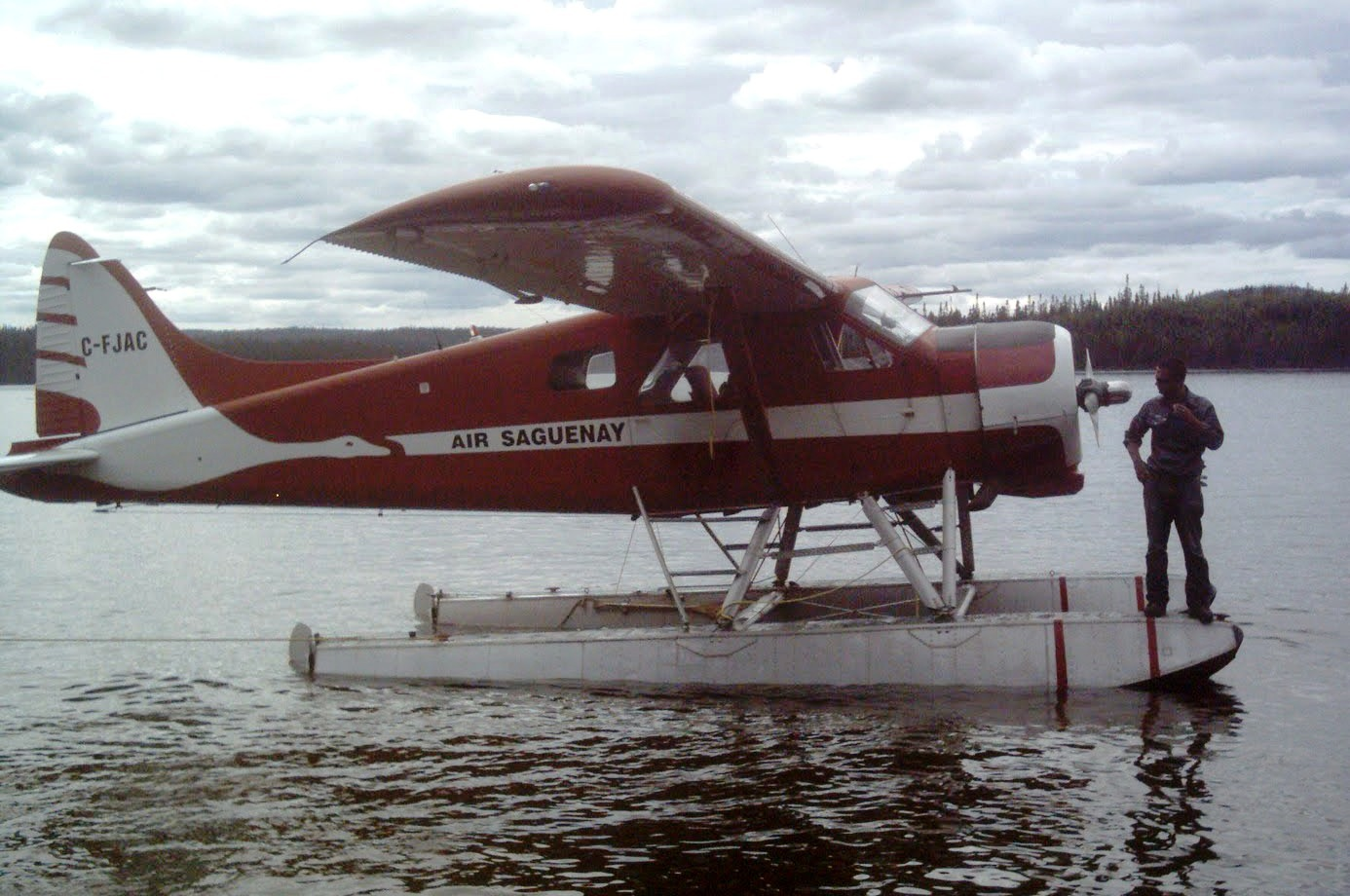
de Havilland Canada DHC-2 Beaver

## Accidents notables
Air Saguenay a connu six incidents entre 2000 et 2014, selon le Bureau de la sécurité des transports du Canada (BST). Voici un aperçu des principaux accidents impliquant la compagnie :

### Collision avec le relief près du lac Péribonka (2010)
Le 16 juillet 2010, un hydravion de type de Havilland DHC-2 Beaver (immatriculation C-GAXL, numéro de série 1032) a percuté une montagne près du lac Péribonka, au Québec. L'appareil avait décollé du lac des Quatre pour un vol vers le lac Margane avec un pilote et cinq passagers. Peu après le départ, le pilote a décidé d’effectuer un atterrissage de précaution en raison des conditions météorologiques défavorables.
Vers 11 h 17, l’appareil a heurté le relief montagneux à 12 milles marins à l’ouest-sud-ouest de la partie sud du lac Péribonka. La collision a détruit l'hydravion et déclenché un incendie partiel. Le pilote et trois passagers sont décédés, tandis qu'un passager a subi des blessures graves et un autre des blessures mineures. Aucun signal de radiobalise de repérage d'urgence (ELT) n'a été reçu, compliquant les efforts de recherche et de secours.
L’enquête du Bureau de la sécurité des transports du Canada (BST) a souligné les défis liés au vol à vue dans des conditions météorologiques changeantes et en terrains montagneux, recommandant des améliorations pour le suivi des vols et l’utilisation de l'ELT.

### Écrasement aux Bergeronnes (2015)
Le 23 août 2015, un hydravion de type de Havilland DHC-2 Mk. 1 Beaver (immatriculation C-FKRJ, numéro de série 1210), s’est écrasé dans un secteur boisé à environ 7 milles marins au nord de Tadoussac, sur la Côte-Nord. L’appareil effectuait un vol touristique dans la région selon les règles de vol à vue (VFR). Le décollage avait eu lieu à 11 h 4 de la base de l'hydravion située au lac Long, avec un pilote et cinq passagers à bord. La durée prévue du vol était de 20 minutes.
À 11 h 27, lors du retour vers la base, l'hydravion se trouvait à environ 2,5 milles marins de sa destination lorsque l’appareil a décroché durant un virage incliné à grande amplitude. L’appareil est entré en descente verticale et a percuté un affleurement rocheux. Le choc a provoqué des dommages importants à l’hydravion, qui a pris feu après l’impact, le détruisant presque entièrement. Malheureusement, les six occupants ont perdu la vie.
Selon le rapport du Bureau de la sécurité des transports du Canada (BST), l'appareil semblait en bon état au décollage, et aucun problème technique n'avait été détecté. Toutefois, plusieurs facteurs potentiels ont été étudiés, notamment les conditions météorologiques locales et l’absence de captation de signal de la radiobalise de repérage d’urgence (ELT), qui n’a pas émis de signal lors de l'accident, compliquant ainsi les efforts de recherche et de secours. Les enquêteurs du BST ont également examiné le plan de vol et le parcours, les caractéristiques techniques de l'appareil, et l’historique de la compagnie. 
Ce rapport a mis en lumière les dangers associés aux manœuvres à grande inclinaison dans des environnements naturels complexes et isolés

### Incident au lac Jules (2018)
Le 1er juillet 2018, un hydravion de Havilland DHC-2 Beaver (immatriculation C-FYYT) s’est retrouvé impliqué dans une collision avec des arbres au lac Jules, près de Manic-Cinq, au Québec. L’appareil effectuait un vol aller-retour selon les règles de vol à vue entre le lac Margane et le lac Jules pour ramener trois passagers et leurs bagages.
Lors du décollage depuis le lac Jules, le pilote a décidé d'interrompre le décollage, jugeant la distance sur le lac insuffisante pour une montée sécuritaire. L’aéronef a maintenu une trajectoire en ligne droite, mais n’a pas pu être immobilisé avant d’entrer en collision avec des arbres. Bien que la radiobalise de repérage d'urgence (ELT) se soit déclenchée et qu’un signal de détresse ait été capté par le Centre conjoint de coordination des opérations de sauvetage (CCCOS) à Halifax, ni le pilote ni les passagers n’ont été blessés et ont pu évacuer l'appareil sans difficulté.

### Collision avec l'eau au lac Mistastin (2019)
Le 15 juillet 2019, un hydravion De Havilland DHC-2 MK I Beaver (immatriculé C-FJKI, numéro de série 992) transportant un pilote et six passagers, a percuté le lac Mistastin, au Labrador, lors d’un vol touristique d'une journée. L’appareil, parti d'un camp de pêche, n'est pas revenu à l'heure prévue, déclenchant une opération de recherche. Le fuselage a d'abord été localisé flottant, mais il a coulé avant d’être récupéré, compliquant les recherches.
Des efforts prolongés ont permis de récupérer quatre corps, mais le pilote et deux passagers n’ont pas été retrouvés. L'absence de vêtements de flottaison sur les passagers retrouvés a également été relevée. L'épave de l’appareil n’a pas été localisée, empêchant le Bureau de la sécurité des transports du Canada (BST) de déterminer les causes précises de l’accident.